# Dominic Howard
Dominic James Howard (Stockport, 7 de Dezembro de 1977) é o baterista da banda inglesa Muse.
Dominic nasceu não muito longe da cidade de Manchester. Aos 8-9 anos de idade ele mudou-se para Teignmouth, uma cidade pequena da região de Devon. Dominic inspira-se em bateristas como Stewart Copeland, Dave Grohl e Buddy Rich. O seu gosto pela música é amplo: ele gosta tanto de Jimi Hendrix, Pavement, Radiohead, dEUS e The Smashing Pumpkins, como de Primus, Rage Against the Machine e Limp Bizkit. Hoje em dia, Dominic ampliou o seu gosto musical para a feminine indie scene, apreciando bandas como The Like, Metric, Be your own PET, entre outras.
Primeiramente o Muse começou por se chamar “Gothic Plague”, mais tarde “Rocket Baby Dolls” (Dominic: “Todas estas bandas tinham nomes de bandas metaleiras, mas todas tocavam pop sem valor!”), e depois finalmente Muse.
A família de Dominic foi atingida por uma tragédia em 2004. O seu pai Bill, tendo sido o seu maior fã, foi ver um concerto deles no Glastonbury (2004). Após o concerto, o pai do baterista morreu de ataque cardíaco. Isto fez com que a banda cancelasse vários shows. Através do suporte da família e amigos, Dominic recuperou-se e o Muse conseguiu prosseguir com a turnê.